# 王卫东 (1968年3月)
王卫东（1968年3月—），山东宁阳人，汉族，中国共产党党员。中华人民共和国政治人物、第十三届全国人民代表大会重庆市代表。

## 生平
2018年，王卫东被选为重庆市出席第十三届全国人民代表大会代表。